# AFL - Division I 2023
La AFL Division I 2023 è la 37ª edizione del campionato di football americano di secondo livello, organizzato dalla AFBÖ.

## Squadre partecipanti
| Club                  | Città                    | Stadio | Sponsor ufficiale | Risultato nella stagione 2022 |
| --------------------- | ------------------------ | ------ | ----------------- | ----------------------------- |
| Amstetten Thunder     | Amstetten                |        | Ultimate          |                               |
| Carinthian Lions      | Klagenfurt am Wörthersee |        |                   |                               |
| Cineplexx Blue Devils | Hohenems                 |        |                   |                               |
| Fehérvár Enthroners   | Székesfehérvár           |        |                   |                               |
| Sankt Pölten Invaders | Sankt Pölten             |        |                   |                               |
| Schwaz Hammers        | Schwaz                   |        |                   |                               |
| Red Tigers            | Vienna                   |        |                   |                               |
| Upper Styrian Rhinos  | Kapfenberg               |        |                   |                               |
| Vienna Dragons 2      | Vienna                   |        |                   |                               |
| Vienna Knights        | Vienna                   |        |                   |                               |

## Stagione regolare

### Calendario

#### 1ª giornata
| Schwaz 25 marzo 2023, ore 14:00 | Schwaz Hammers | 16 – 14 (7-0 0-7 0-0 9-7) referto | Upper Styrian Rhinos | Silberstadt Arena |

| St. Georgen am Steinfelde 25 marzo 2023, ore 16:00 | Sankt Pölten Invaders | 8 – 0 (0-0 2-0 0-0 6-0) referto | Vienna Dragons 2 | Invaders field |

| Vienna 26 marzo 2023, ore 15:00 | Red Tigers | 25 – 7 (12-0 0-0 0-7 13-0) referto | Vienna Knights | Footballzentrum Ravelin |

#### 2ª giornata
| Oberaich 1º aprile 2023, ore 14:00 | Upper Styrian Rhinos | 7 – 44 (0-12 7-19 0-6 0-7) referto | Carinthian Lions | SV Oberaich |

| Amstetten 1º aprile 2023, ore 16:00 | Amstetten Thunder | 20 – 0 (7-0 13-0 0-0 0-0) referto | Schwaz Hammers | Umdasch Stadion |

| St. Georgen am Steinfelde 1º aprile 2023, ore 16:00 | Sankt Pölten Invaders | 13 – 14 (0-14 13-0 0-0 0-0) referto | Red Tigers | Invaders field |

| Maria Enzersdorf 2 aprile 2023, ore 10:00 | Vienna Dragons 2 | 20 – 15 referto | Fehérvár Enthroners | BSFZ Südstadt |

#### Recuperi 1
| Hohenems 16 aprile 2023, ore 14:00 | Cineplexx Blue Devils | 16 – 24 (13-3 0-19 0-0 3-0) referto | Amstetten Thunder | Stadion Herrenried |

#### 3ª giornata
| Székesfehérvár 22 aprile 2023, ore 15:00 | Fehérvár Enthroners | 19 – 33 (0-6 7-6 6-14 6-7) referto | Sankt Pölten Invaders | FIRST Field |

| Amstetten 22 aprile 2023, ore 16:00 | Amstetten Thunder | 37 – 0 (14-0 21-0 2-0 0-0) referto | Upper Styrian Rhinos | Umdasch Stadion |

| Klagenfurt am Wörthersee 23 aprile 2023, ore 15:00 | Carinthian Lions | 14 – 28 (0-14 7-0 7-7 0-7) referto | Cineplexx Blue Devils | Sportplatz Annabichl (320 spett.) |

| Ottakring 23 aprile 2023, ore 16:00 | Vienna Knights | 36 – 0 referto | Vienna Dragons 2 | Redstarplatz |

#### 4ª giornata
| Hohenems 30 aprile 2023, ore 14:00 | Cineplexx Blue Devils | 21 – 17 (0-3 7-7 7-0 7-7) referto | Schwaz Hammers | Stadion Herrenried |

| Vienna 30 aprile 2023, ore 15:00 | Red Tigers | 44 – 0 (14-0 16-0 7-0 7-0) referto | Fehérvár Enthroners | Footballzentrum Ravelin |

| Ottakring 30 aprile 2023, ore 16:00 | Vienna Knights | 24 – 7 (6-0 0-0 8-0 10-7) referto | Sankt Pölten Invaders | Redstarplatz |

| Klagenfurt am Wörthersee 1º maggio 2023, ore 15:00 | Carinthian Lions | 34 – 51 (0-17 7-0 14-7 13-27) referto | Amstetten Thunder | Sportplatz Annabichl |

#### 5ª giornata
| Oberaich 6 maggio 2023, ore 15:00 | Upper Styrian Rhinos | 0 – 42 (0-14 0-14 0-7 0-7) referto | Cineplexx Blue Devils | SV Oberaich |

| Székesfehérvár 6 maggio 2023, ore 15:00 | Fehérvár Enthroners | 0 – 51 (0-19 0-16 0-7 0-9) referto | Vienna Knights | FIRST Field |

| Vienna 7 maggio 2023, ore 13:00 | Vienna Dragons 2 | 12 – 37 | Red Tigers | Sportplatz Donaufeld |

| Schwaz 7 maggio 2023, ore 15:00 | Schwaz Hammers | 14 – 17 (14-7 0-0 0-10 0-0) referto | Carinthian Lions | Silberstadt Arena |

#### 6ª giornata
| Oberaich 20 maggio 2023, ore 15:00 | Upper Styrian Rhinos | 16 – 13 (0-6 13-0 3-0 0-7) referto | Schwaz Hammers | SV Oberaich |

| Amstetten 20 maggio 2023, ore 16:00 | Amstetten Thunder | 24 – 20 (7-0 3-7 7-7 7-6) referto | Cineplexx Blue Devils | Umdasch Stadion |

| St. Georgen am Steinfelde 20 maggio 2023, ore 16:00 | Sankt Pölten Invaders | 39 – 0 (22-0 17-0 0-0 0-0) referto | Fehérvár Enthroners | Invaders Field |

| Vienna 21 maggio 2023, ore 13:00 | Vienna Dragons 2 | 0 – 44 (0-23 0-15 0-6 0-0) referto | Vienna Knights | Sportplatz Donaufeld |

#### 7ª giornata
| Székesfehérvár 27 maggio 2023, ore 15:00 | Fehérvár Enthroners | 18 – 0 (0-0 12-0 6-0 0-0) referto | Vienna Dragons 2 | FIRST Field |

| Schwaz 28 maggio 2023, ore 15:00 | Schwaz Hammers | 13 – 29 (0-7 0-22 0-0 13-0) referto | Amstetten Thunder | Silberstadt Arena |

| Vienna 28 maggio 2023, ore 15:00 | Red Tigers | 7 – 25 (0-0 0-0 7-12 0-13) referto | Sankt Pölten Invaders | Footballzentrum Ravelin |

| Klagenfurt am Wörthersee 29 maggio 2023, ore 15:00 | Carinthian Lions | 20 – 19 (0-3 12-3 0-7 8-6) referto | Upper Styrian Rhinos | Sportplatz Annabichl |

#### 8ª giornata
| Vienna 3 giugno 2023, ore 11:00 | Vienna Dragons 2 | 0 – 41 (0-7 0-34 0-0 0-0) referto | Sankt Pölten Invaders | Sportplatz Donaufeld |

| Oberaich 3 giugno 2023, ore 15:00 | Upper Styrian Rhinos | 0 – 40 (0-13 0-13 0-7 0-7) referto | Amstetten Thunder | SV Oberaich |

| Hohenems 4 giugno 2023, ore 14:00 | Cineplexx Blue Devils | 56 – 49 (14-0 21-14 0-21 21-14) referto | Carinthian Lions | Stadion Herrenried |

| Ottakring 4 giugno 2023, ore 17:00 | Vienna Knights | 21 – 3 (7-0 7-0 0-0 7-3) referto | Red Tigers | Redstarplatz |

#### 9ª giornata
| Amstetten 17 giugno 2023, ore 16:00 | Amstetten Thunder | 34 – 20 (7-0 13-7 7-13 7-0) referto | Carinthian Lions | Umdasch Stadion |

| Maria Enzersdorf 18 giugno 2023, ore 15:00 | Red Tigers | 50 – 7 (10- 23-7 17-0 0-0) referto | Vienna Dragons 2 | BSFZ Südstadt |

| Schwaz 18 giugno 2023, ore 16:00 | Schwaz Hammers | 12 – 29 (0-7 0-0 6-8 6-14) referto | Cineplexx Blue Devils | Silberstadt Arena |

| Ottakring 18 giugno 2023, ore 16:00 | Vienna Knights | 49 – 0 (14-0 23-0 6-0 6-0) referto | Fehérvár Enthroners | Redstarplatz |

#### 10ª giornata
| Székesfehérvár 24 giugno 2023, ore 15:00 | Fehérvár Enthroners | 7 – 39 referto | Red Tigers | FIRST Field |

| St. Georgen am Steinfelde 24 giugno 2023, ore 16:00 | Sankt Pölten Invaders | 21 – 18 (0-6 14-6 7-6 0-0) referto | Vienna Knights | Invaders field |

| Hohenems 25 giugno 2023, ore 14:00 | Cineplexx Blue Devils | 35 – 0 (a tavolino) referto | Upper Styrian Rhinos | Stadion Herrenried |

| Klagenfurt am Wörthersee 25 giugno , ore 15:00 | Carinthian Lions | 44 – 25 (14-7 10-6 7-6 13-6) referto | Schwaz Hammers | Sportplatz Annabichl |

### Classifiche
Le classifiche della regular season sono le seguenti:
- PCT = percentuale di vittorie, G = partite giocate, V = partite vinte,  P = partite perse, PF = punti fatti, PS = punti subiti

#### Conference A
| Pos. | Squadra               | PCT  | G | V | N | P | PF  | PS  |
| ---- | --------------------- | ---- | - | - | - | - | --- | --- |
| 1    | Vienna Knights        | .750 | 8 | 6 | 0 | 2 | 250 | 56  |
| 2    | Sankt Pölten Invaders | .750 | 8 | 6 | 0 | 2 | 187 | 82  |
| 3    | Red Tigers            | .750 | 8 | 6 | 0 | 2 | 219 | 92  |
| 4    | Fehérvár Enthroners   | .125 | 8 | 1 | 0 | 7 | 59  | 275 |
| 5    | Vienna Dragons 2      | .125 | 8 | 1 | 0 | 7 | 39  | 249 |

#### Conference B
| Pos. | Squadra               | PCT   | G | V | N | P | PF  | PS  |
| ---- | --------------------- | ----- | - | - | - | - | --- | --- |
| 1    | Amstetten Thunder     | 1.000 | 8 | 8 | 0 | 0 | 259 | 103 |
| 2    | Cineplexx Blue Devils | .750  | 8 | 6 | 0 | 2 | 247 | 140 |
| 3    | Carinthian Lions      | .500  | 8 | 4 | 0 | 4 | 242 | 234 |
| 4    | Upper Styrian Rhinos  | .125  | 8 | 1 | 0 | 7 | 56  | 247 |
| 5    | Schwaz Hammers        | .125  | 8 | 1 | 0 | 7 | 110 | 190 |

## Playoff

### Tabellone
|  | Semifinali | Semifinali            | Semifinali |                |    | XXV Silver Bowl   | XXV Silver Bowl | XXV Silver Bowl |  |
|  |            |                       |            |                |    |                   |                 |                 |  |
|  | 1B         | Amstetten Thunder     | 38         |                |    |                   |                 |                 |  |
|  | 1B         | Amstetten Thunder     | 38         |                |    |                   |                 |                 |  |
|  | 2A         | Sankt Pölten Invaders | 13         |                |    |                   |                 |                 |  |
|  | 2A         | Sankt Pölten Invaders | 13         |                | 1B | Amstetten Thunder | 16              |                 |  |
|  |            |                       |            |                | 1B | Amstetten Thunder | 16              |                 |  |
|  |            |                       | 1A         | Vienna Knights | 20 |                   |                 |                 |  |
|  | 1A         | Vienna Knights        | 1A         | Vienna Knights | 20 | 27                |                 |                 |  |
|  | 1A         | Vienna Knights        |            |                |    |                   |                 |                 |  |
|  | 2B         | Cineplexx Blue Devils | 21         |                |    |                   |                 |                 |  |

### Semifinali
| Amstetten 15 luglio 2023, ore 18:00 | Amstetten Thunder | 38 – 13 (14-0 10-0 7-6 7-7) referto | Sankt Pölten Invaders | Umdasch Stadion |

| Ottakring 16 luglio 2023, ore 14:00 | Vienna Knights | 27 – 21 (d.t.s.) (7-7 0-0 7-7 7-7 6-0) referto | Cineplexx Blue Devils | Redstarplatz |

### XXV Silver Bowl
| Sankt Pölten 29 luglio 2023, ore 15:00 | Amstetten Thunder | 16 – 20 (3-6 0-14 0-0 13-0) referto | Vienna Knights | NV Arena |

## Verdetti
- Vienna Knights Vincitori dell'AFL Division I 2023